# Stazione di Pesche
La stazione di Pesche era una fermata ferroviaria, posta sulle linee ferroviarie Termoli-Venafro e Sulmona-Isernia, che serviva l'omonimo comune. Dista 3 km dal centro del paese.

## Storia
Attivata nel 1897, venne dismessa, insieme ad altre stazioni delle linee, il 15 dicembre 2001.

## Strutture e impianti
L'impianto era una fermata ferroviaria, priva di segnalamento ferroviario, posta al km 125+034 delle linee ferroviarie Termoli-Venafro e Sulmona-Isernia. Era costituito da un fabbricato viaggiatori e da una banchina posti a sinistra (procedendo verso Carpinone) del binario di corsa delle linee. Il fabbricato viaggiatori si sviluppava su due piani ed era tinteggiato di rosso. Il piano terra ospitava la sala d'attesa e l'ufficio movimento del Dirigente Locale che presenziava la fermata. Quest'ultimo azionava il passaggio a livello posto accanto alla fermata (km 125+023). L'impianto divenne impresenziato in seguito all'automatizzazione del passaggio a livello avvenuta nel corso degli anni ottanta del XX secolo.

## Servizi
La fermata disponeva di:
- Sala d'attesa